# Uovo delle colonne
L'Uovo delle colonne è uno delle uova imperiali Fabergé, un uovo di Pasqua gioiello che l'ultimo Zar di Russia, Nicola II donò a sua moglie la Zarina Aleksandra Fëdorovna Romanova per la Pasqua del 1910.
Per la stessa occasione, lo zar donò alla madre l'Uovo di Alessandro III a cavallo.
Fu fabbricato a San Pietroburgo sotto la supervisione di Henrik Wigström, per conto del gioielliere russo Peter Carl Fabergé, della Fabergè; fu acquistato dallo Zar per 11.600 rubli.

## Proprietari
L'uovo commemora la nascita dell'unico figlio maschio della coppia avvenuta nel 1904; dopo quattro figlie, la nascita di un maschio era importante perché garantiva un successore diretto al trono che altrimenti sarebbe stato ereditato da Michail Aleksandrovič Romanov, fratello minore di Nicola II.
Al momento dell'abdicazione di Nicola II e dell'imprigionamento della famiglia nel 1917, l'Uovo delle colonne venne confiscato dal governo provvisorio. Figurò poi in un elenco del 1922 di tesori confiscati e spostati da palazzo Aničkov al Sovnarkom, che ha raccolto e conservato i tesori della famiglia imperiale. Nel 1927 l'uovo venne venduto ad Emanuel Snowman, gioielliere della ditta londinese Wartski. Due anni dopo fu acquistato dalla regina Mary di Teck e nel 1953 ereditato dalla regina Elisabetta II. È conservato nella Royal Collection.
Dal luglio all'ottobre del 2011, l'uovo venne esposto nella mostra reale Fabergé durante l'apertura estiva di Buckingham Palace.
Le altre Uova Fabergé nella Royal Collection sono:
- Uovo con dodici pannelli donato nel 1899 da Alexander Kelch a sua moglie Barbara Kelch;
- Uovo cesto di fiori, dono del 1901 di Nicola II alla Zarina Aleksandra Fëdorovna;
- Uovo mosaico, dono del 1914 di Nicola II alla Zarina Aleksandra Fëdorovna.[3]

## Descrizione
L'Uovo delle colonne è realizzato in bowenite, oro multicolore, argento dorato, platino, diamanti taglio rosetta e smalto rosa.
Si tratta di una delle uova Fabergé con un orologio come sorpresa che, in questo caso, è stato realizzato dalla società svizzera Henry Moser & Cie.
L'uovo in smalto rosa su fondo guilloché è sormontato da un cupido e poggia su sei colonne di bowenite verde chiaro; il quadrante anulare mobile è una fascia orizzontale smaltata di bianco con le ore incastonate di diamanti.
Al cupido oggi manca un ramo d'argento dorato che teneva nella mano destra e con il quale indicava l'ora.
Sotto l'uovo, circondate dalle colonne, una coppia di colombe di platino è posata su una colonna tronca, anch'essa smaltata in rosa; intorno alla base quattro putti femminili, in argento dorato, siedono intorno alla base dell'uovo, che è circondato da ghirlande di rose d'oro rosso, bianco, verde e giallo.
L'uovo è un'allegoria della famiglia imperiale: la coppia di colombe rappresenta l'amore tra Nicola e Alessandra, i putti d'argento dorato sono le quattro figlie Olga, Tatiana, Maria e Anastasia mentre Alessio è rappresentato dal cupido che sormonta l'uovo.